# Ionuț Rada
Ionuț Alin Rada (* 6. Juli 1982 in Craiova, Kreis Dolj) ist ein ehemaliger rumänischer Fußballspieler.

## Karriere

### Verein
Rada startete 2000 seine Karriere als Verteidiger in der Divizia A bei FC Universitatea Craiova und wechselte 2001 zum AS Rocar Bukarest. Nach einem Jahr wechselte er erneut den Verein und kam wieder zum FC Universitatea Craiova. Im Januar 2004 wechselte er erneut den Verein und kam zu Rapid Bukarest. 2005 spielte er ein halbes Jahr beim FC Național Bukarest und wechselte im Juni 2005 zurück zu Rapid Bukarest. 2007 wechselte er für ca. 1.600.000 € zu Steaua Bukarest. Ende Dezember 2009 unterschrieb er einen Vertrag bei Al-Nasr Sports Club Dubai, den er am 4. Januar 2010 antrat.
Im Sommer 2010 kehrte Rada nach Rumänien zurück und schloss sich dem amtierenden Meister CFR Cluj an.
Nach eineinhalb Jahren wechselte Rada für ein halbes Jahr auf Leihbasis zum abstiegsbedrohten Karlsruher SC in die 2. Bundesliga. Da dieser den Klassenerhalt nicht schaffte, ging es zurück nach Cluj. Im Januar 2015 verließ er Cluj zum italienischen Zweitligisten FC Bari 1908. Im August 2016 wechselte er zu SS Fidelis Andria 1928 in die Lega Pro, die dritte italienische Liga. Im Januar 2018 lösten Rada und Fidelis Andria den Vertrag auf.

### Nationalmannschaft
Rada bestritt 2003 gegen die Ukraine sein erstes von zwei Länderspielen, welches Rumänien 2:0 gewann.

## Erfolge
Rapid Bukarest
- Rumänischer Pokalsieger: 2006, 2007
- Rumänischer Supercupsieger: 2007

CFR Cluj
- Rumänischer Meister: 2012